# Hồ Phú Ninh

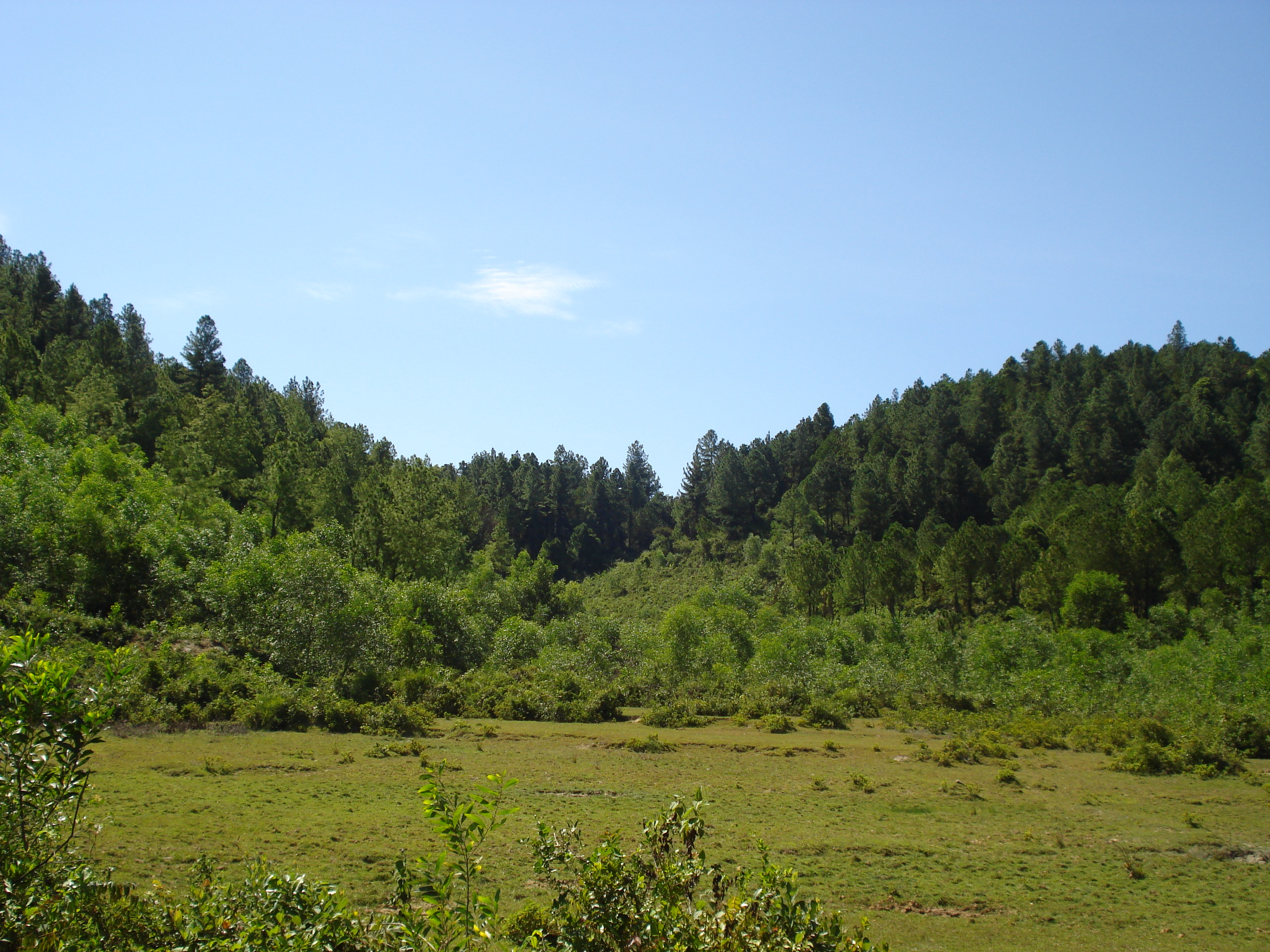
Rừng phòng hộ Phú Ninh

Hồ Phú Ninh là một hồ chứa nước nhân tạo, hồ nằm cách thành phố Tam Kỳ khoảng 7 km về phía tây thuộc địa phận huyện Núi Thành và huyện Phú Ninh tỉnh Quảng Nam, cách thành phố Đà Nẵng (có sân bay quốc tế) khoảng 70 km, cách sân bay Chu Lai của tỉnh Quảng Nam khoảng 15 km. Đập chính nằm tại xã Tam Ngọc, Thành phố Tam Kỳ, có tọa độ địa lý 15°30' Bắc và 108°43' Đông. Công trình được khai thác bởi Công ty Khai thác thủy lợi Phú Ninh.
Hồ Phú Ninh từng là công trình thủy lợi lớn nhất miền Trung, khi khánh thành là hồ lớn thứ hai Việt Nam, chỉ sau hồ Dầu Tiếng tại tỉnh Tây Ninh .
Hồ Phú Ninh đã được công nhận là di tích lịch sử-danh thắng cấp quốc tế.

## Quy mô hồ chứa
Hồ Phú Ninh là công trình thủy lợi quy mô lớn, với diện tích mặt nước 3.433 ha và 23.000 ha rừng phòng hộ. Hồ có sức chứa 344 triệu m³ nước phục vụ tưới tiêu cho 23.000 ha lúa và hoa màu thuộc các huyện Phú Ninh, Núi Thành, Thăng Bình, Quế Sơn, thành phố Tam Kỳ và một phần diện tích của huyện Duy Xuyên. Trong lòng hồ Phú Ninh có suối nước khoáng nóng. Mỗi năm Hồ Phú Ninh cho thu hoạch hơn 80 tấn cá các loại. Đập chính được làm bằng đất nện lát đá bề mặt với chiều cao tính từ chân đập là 36 m, chiều dài đập là 360 m.
Tổng chiều dài tuyến kênh chính sau đập là 52 km, cùng với chiều dài kênh cấp I: 183,1 km, kênh cấp II, III: 244,2 km. Công trình được xây dựng vào năm 1977 và chính thức đưa vào sử dụng năm 1986.

## Sinh thái khu vực hồ

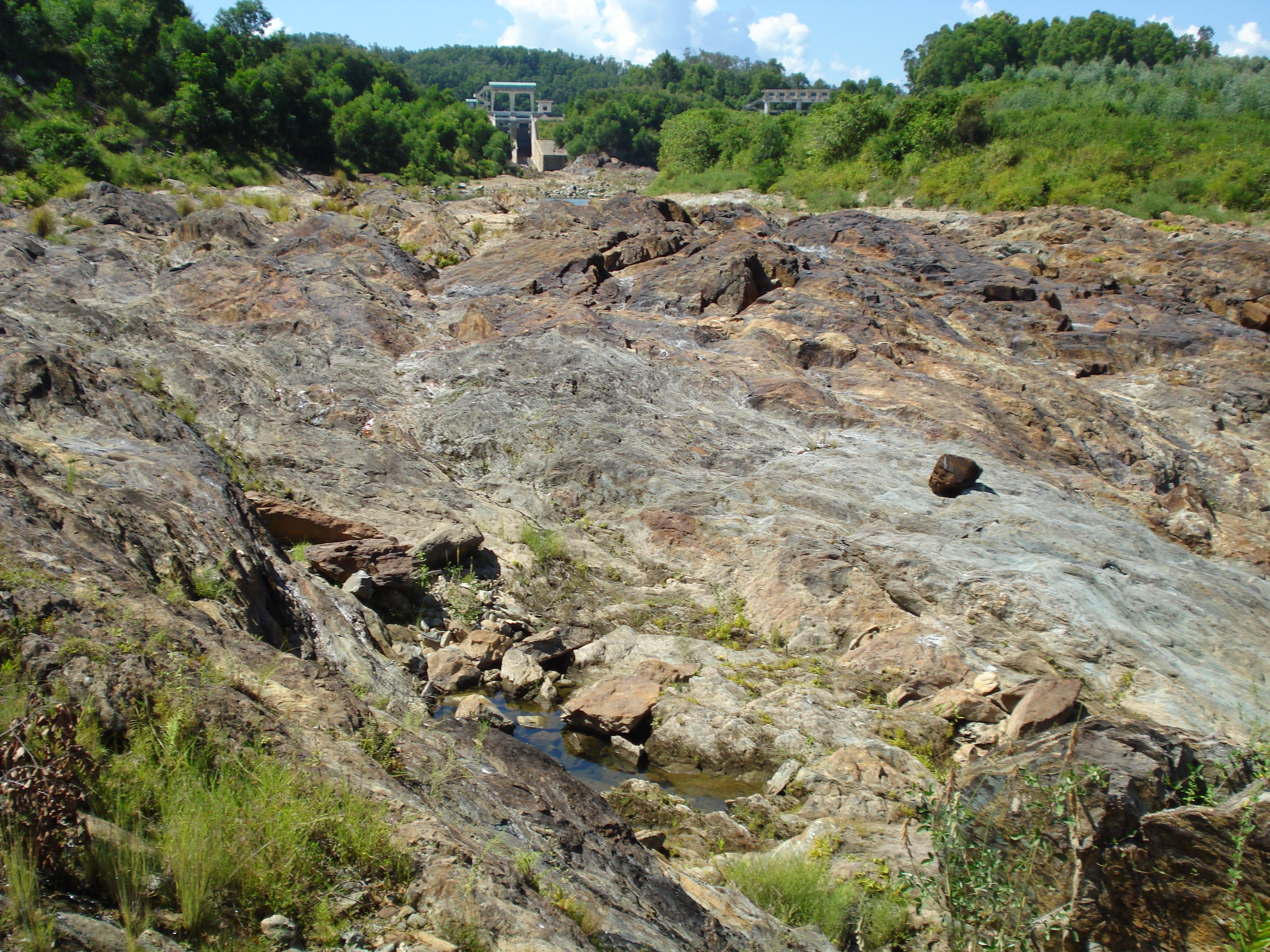
Cửa đập tràn

Trong hồ có khoảng 30 đảo nhỏ với cảnh quan đẹp đang được đầu tư phát triển du lịch. Tổng diện tích vùng phòng hộ của Hồ Phú Ninh là 23.409ha, nằm trong diện tích của huyện Phú Ninh và huyện Núi Thành. Theo số liệu chi cục kiểm lâm Tỉnh Quảng Nam (năm 2000), khu vực rừng phòng hộ Phú Ninh có 15.768 ha rừng, trong đó 1.500 ha rừng trồng. Vùng phòng hộ có 34 loài thú, 26 loài bò sát và 14 loại động thực vật được ghi vào sách đỏ Việt Nam, là nơi bảo tồn hàng trăm loài thực vật và dược liệu quý, với hệ động thực vật phong phú. Giữa hồ có nguồn nước khoáng thiên nhiên chứa hàm lượng khoáng chất cao, có tác dụng chữa bệnh, đang được khai thác thương mại. Trước khi chặn dòng làm hồ, suối nước nóng này tự phun lên cao hơn mặt đất chừng 3m với nhiệt độ đạt 60 đến 70oC, công suất đạt 100m³/ngày .
Nhà máy thủy điện Phú Ninh với quy mô nhỏ được xây dựng để tận dụng sức nước của dòng kênh chính. Lượng điện phát ra hằng năm dao động trong khoảng 1,5-3 triệu kWh.

## Vị trí và diện tích hồ
Vị trí: Các xã Tam Lãnh, Tam Dân, Tam Đại, huyện Phú Ninh, Quảng Nam

### Giới hạn vùng hồ
Vùng hồ Phú Ninh có ranh giới quy hoạch như sau:
- Phía Bắc là các xã: Tam Đại, Tam Dân, Tam Thái - huyện Phú Ninh, Tam Xuân - huyện Núi Thành và xã Tam Ngọc - TP Tam Kỳ;
- Phía Đông là các xã: Tam Xuân I, Tam Xuân, Tam Thạnh - huyện Núi Thành;
- Phía Nam giáp các xã Tam Thạnh, Tam Sơn - huyện Núi Thành, Tam Lãnh - huyện Phú Ninh;
- Phía Tây là các xã Tam Dân, Tam Lãnh - huyện Phú Ninh.

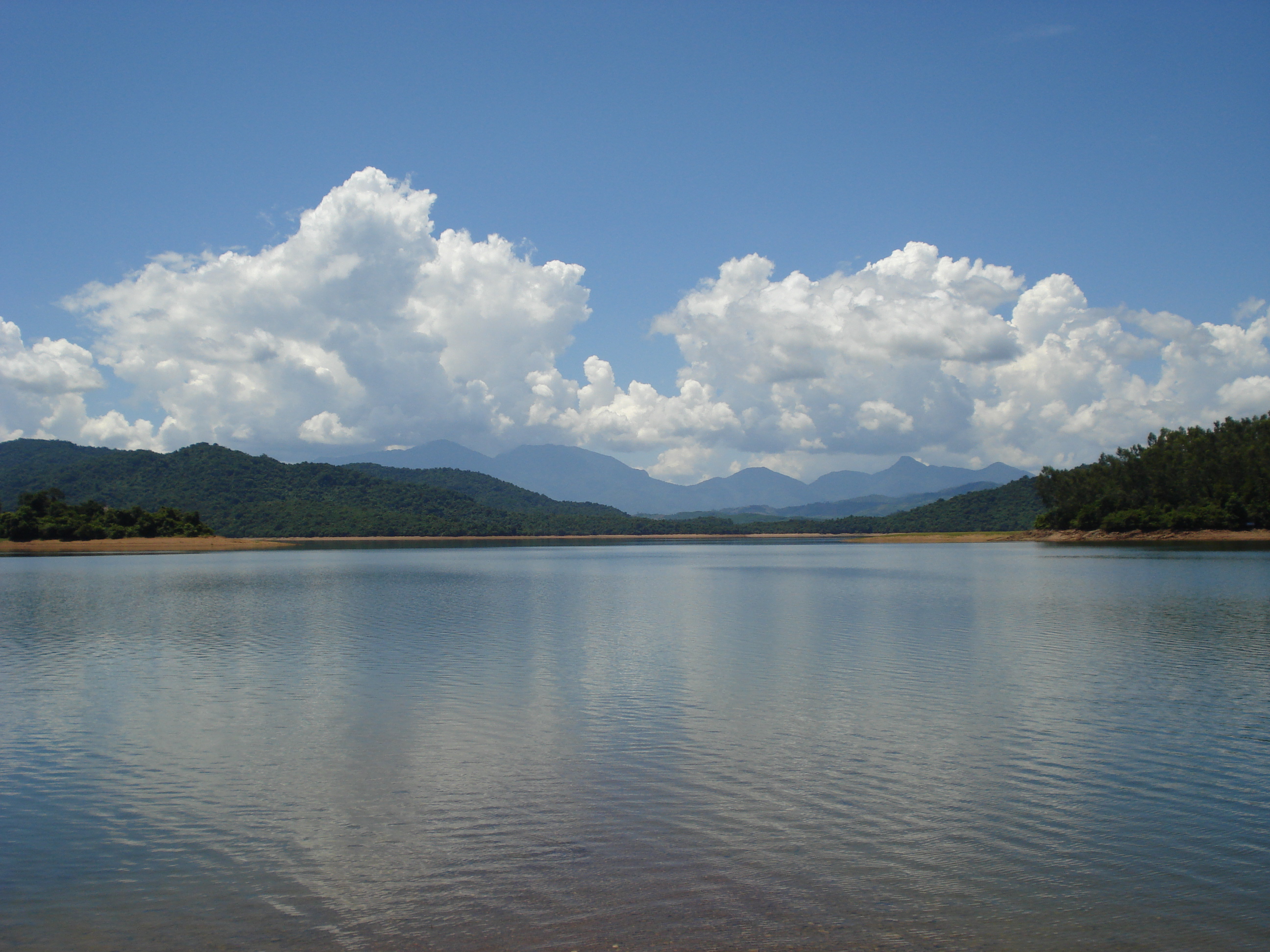
Mặt hồ khi mực nước thấp vào mùa khô

### Diện tích
Tổng diện tích vùng phòng hộ của Hồ Phú Ninh là 23.409 ha, nằm trong diện tích của huyện Phú Ninh và huyện Núi Thành, trong đó:
- Huyện Núi Thành chiếm 72,6% diện tích.
- Huyện Phú Ninh chiếm 27,4% diện tích.

## Đặc điểm tự nhiên vùng hồ

### Đặc điểm địa hình
Vùng hồ Phú Ninh có địa hình đồi núi thấp, độ cao trung bình 100 – 300 m, có một số đỉnh núi cao 500 – 700 m so với mặt nước biển.
Độ dốc trung bình trên 100, mặt bằng nghiêng theo hướng Tây, Tây Nam, Bắc, Đông Bắc tạo vùng trũng lòng chảo Phú Ninh.
Phía Nam là vùng núi liên hoàn với các vùng núi của Quảng Ngãi, có nhiều đỉnh cao, độ dốc lớn (16-450) làm địa hình chia cắt mạnh.
Phía Bắc và Tây Bắc đồi núi thấp, dạng từng đồi bát úp, độ dốc nhỏ (110 - 250) tạo nhiều thung lũng bằng và rộng quanh lòng chảo Phú Ninh.

### Đất đai, thổ nhưỡng
Đất feralít đỏ vàng trên đá Sa Thạch (61,11%), phân bố hầu khắp, dễ bị xoá mòn, khó phát triển cây lương thực, hoa màu.
Đất feralít vàng đỏ trên nền Mác Ma (khoảng 20%), thường có rừng bao phủ.
Đất phù sa dốc tụ (15-17%) là các thung lũng ven các suối, là điểm dân cư và nương rẫy.

### Khí hậu
Hồ Phú Ninh nằm trong vùng khí hậu Nam Trung Bộ, có khí hậu mùa Đông không lạnh, biên độ nhiệt trong ngày và trong năm đều nhỏ. Một năm chia làm 2 mùa khô, ẩm phù hợp với mùa gió tương phản nhau, là vùng có lượng mưa khá lớn.
Theo số liệu thực đo tại trạm Tam Kỳ tổng kết trong nhiều năm khí hậu có đặc trưng cơ bản như sau:

### Nhiệt độ
- Nhiệt độ trung bình năm: 25,6oC
- Nhiệt độ tối cao trung bình: 29,7oC
- Nhiệt độ tối thấp trung bình: 22,7oC
- Biên độ nhiệt trung bình tháng: 7oC

### Độ ẩm
Độ ẩm tương đối trung bình tháng trong năm 82%, thời kỳ từ tháng 9 đến tháng 10 độ ẩm tương đối đạt từ 82 - 88%. Từ tháng 4 đến tháng 9 độ ẩm trung bình tháng nằm trong khoảng 75% - 81%

### Lượng mưa
Lượng mưa chủ yếu tập trung nhiều vào các tháng 9 đến tháng 12
- Lượng mưa trung bình năm: 2.491 mm
- Lượng mưa lớn nhất năm: 3.307 mm
- Lượng mưa nhỏ nhất năm: 1.111 mm
- Lượng mưa ngày lớn nhất: 332 mm

### Gió
Khu vực hồ Phú Ninh có 2 hướng gió chính là hướng Đông và Đông Bắc:
- Gió Đông từ tháng 3 đến tháng 8 hàng năm.
- Gió Đông Bắc từ tháng 10 đến tháng 11 hàng năm.
- Vận tốc gió trung bình năm 2,9 m/s, vận tốc gió cực đại 40 m/s (xảy ra khi có bão), gió lớn trung bình từ 14 m/s đến 28 m/s.

### Thời tiết đặc biệt
- Bão: Thường xuất hiện từ tháng 9 đến tháng 10. Trung bình năm có 0,5 cơn bão đổ bộ trực tiếp, 2 - 3 cơn bão và áp thấp nhiệt đới ảnh hưởng.
- Gió Tây khô nóng: Gió Tây Nam khô nóng xuất hiện vào tháng 5 (từ tháng 5 đến tháng 8, mỗi tháng có từ 10 - 15 ngày khô nóng)

### Các địa hình cơ bản
- Vùng rừng núi tái sinh
- Vùng đồi núi thấp
- Vùng hồ và các đảo nhỏ
- Đồng ruộng, nương rẫy, dân cư

### Các hệ sinh thái cơ bản
- Rừng tự nhiên (tái sinh)
- Rừng trồng
- Thủy vực

### Hệ động thực vật vùng lòng hồ
Thảm thực vật và rừng: Các quần xã thực vật chủ yếu:
- Quần xã thực vật rừng thứ sinh trên núi đất gồm rừng thưa (khoảng 860ha phân bố ở phía Nam) và rừng rất thưa (khoảng 5300ha).
- Quần xã thực vật trảng cây bụi, lau lách, cỏ tranh: Diện tích khoảng 10.000ha phân bố khắp nơi, đất đai khô cằn, các khả năng tái sinh rừng thấp.
- Quần xã rừng trồng: Khoảng 700ha, chủ yếu ở vành đai phía Bắc hồ, chủ yếu là Bạch Đàn.

Nhìn chung, các quần xã rừng ở vùng hồ bị tác động xấu, không có lợi về mặt môi trường do ảnh hưởng của chiến tranh còn lại và việc khai thác hiện nay.

### Thành phần loài thực vật
Rừng Phú Ninh có thành phần loại thực vật khá phong phú, gồm khoảng 369 loài thực vật, 10 loài thực vật được ghi trong sách đỏ Việt Nam.
Đánh giá chung giá trị tài nguyên thực vật:
Có khoảng trên 250 loài có giá trị tài nguyên, trong đó nhóm làm thuốc có 211 loài, nhóm cho gỗ 85 loài, nhóm cây làm cảnh, bóng mát 66 loài, nhóm cây cho quả và lương thực, thực phẩm 50 loài, nhóm cây cho sợi và nguyên liệu thủ công (14 loài), nhóm cây cho nhựa, dầu, tinh dầu 22 loài.

### Động vật
Bao gồm 3 nhóm động vật chính:
- Động vật có xương sống trên cạn: Gồm 4 nhóm: Lưỡng cư, bò sát, chim, thú với 148 loài thuộc 69 họ, 27 bộ của 4 lớp.
- Động vật thủy sinh:

- Nhóm tảo (20 loại của 8 họ 3 ngành)
- Nhóm động vật nổi: 13 loài
- Nhóm cá: 14 loài
- Nhóm động vật ở đáy: 11 loài (chủ yếu là trai, ốc)

- Động vật không xương sống ở cạn:

- Hệ côn trùng ở vùng hồ có 150 loại thuộc 11 bộ phong phú và đa dạng, có nhiều côn trùng có màu sắc đẹp, có thể phục vụ khách du lịch.

Theo nghiên cứu của Bộ nông nghiệp và phát triển nông thôn năm 2003, tại khu vực Phú Ninh có các loài quý hiếm sau:
- 11 loài thú có vú được ghi trong Sách đỏ cần được bảo vệ: tê tê, khỉ đỏ, khỉ vàng, khỉ đuôi dài.
- 7 loài bò sát: trăn, rắn hổ mang.
- 1 loài chim có mào lông (egretta garzetta).

Đánh giá giá trị tài nguyên động vật:
- Giá trị nguồn tài nguyên động vật ở đây đáng kể là nhóm động vật có xương sống trên cạn. Tuy số loài không nhiều song hệ động vật vùng hồ Phú Ninh khá phong phú và có giá trị cao.
- Động vật quý hiếm có 14 loại (Ví dụ: Khỉ mặt đỏ, chó sói, gấu ngựa, sơn dương, tê tê, rồng đất, các loại rắn, chim...) số lượng còn ít. Động vật khác: Hoẵng, lợn rừng, kỳ đà, gà rừng, rắn,...
- Động vật cảnh: Là những loại có hình dạng, màu sắc đẹp, giọng hót hay... có thể khai thác cho các hoạt động du lịch, thăm thú, tham quan.